# Itabira
Itabira, amtlich portugiesisch Município de Itabira, ist eine Stadt im brasilianischen Bundesstaat Minas Gerais. Sie hatte 2010 etwa 110.000 Einwohner. Itabira gehört zur Metropolregion Belo Horizonte.
Der Name Itabara stammt aus der Tupi-Sprache und steht für „glänzender Stein“ (Ita = Stein; bira = der glänzt/scheint).

## Religion
Itabira ist seit 1965 Sitz des römisch-katholischen Bistums Itabira-Fabriciano.

## Wirtschaft
Rund um Itabira wird reger Eisenerzbergbau betrieben. Der Bergbaukonzern Vale wurde 1942 in Itabira begründet und ist bis heute in der Region aktiv. Daneben sind auch Itabira Agro Industrial und Itabira Special Steel Company in Itabira ansässig.

## Söhne und Töchter der Stadt

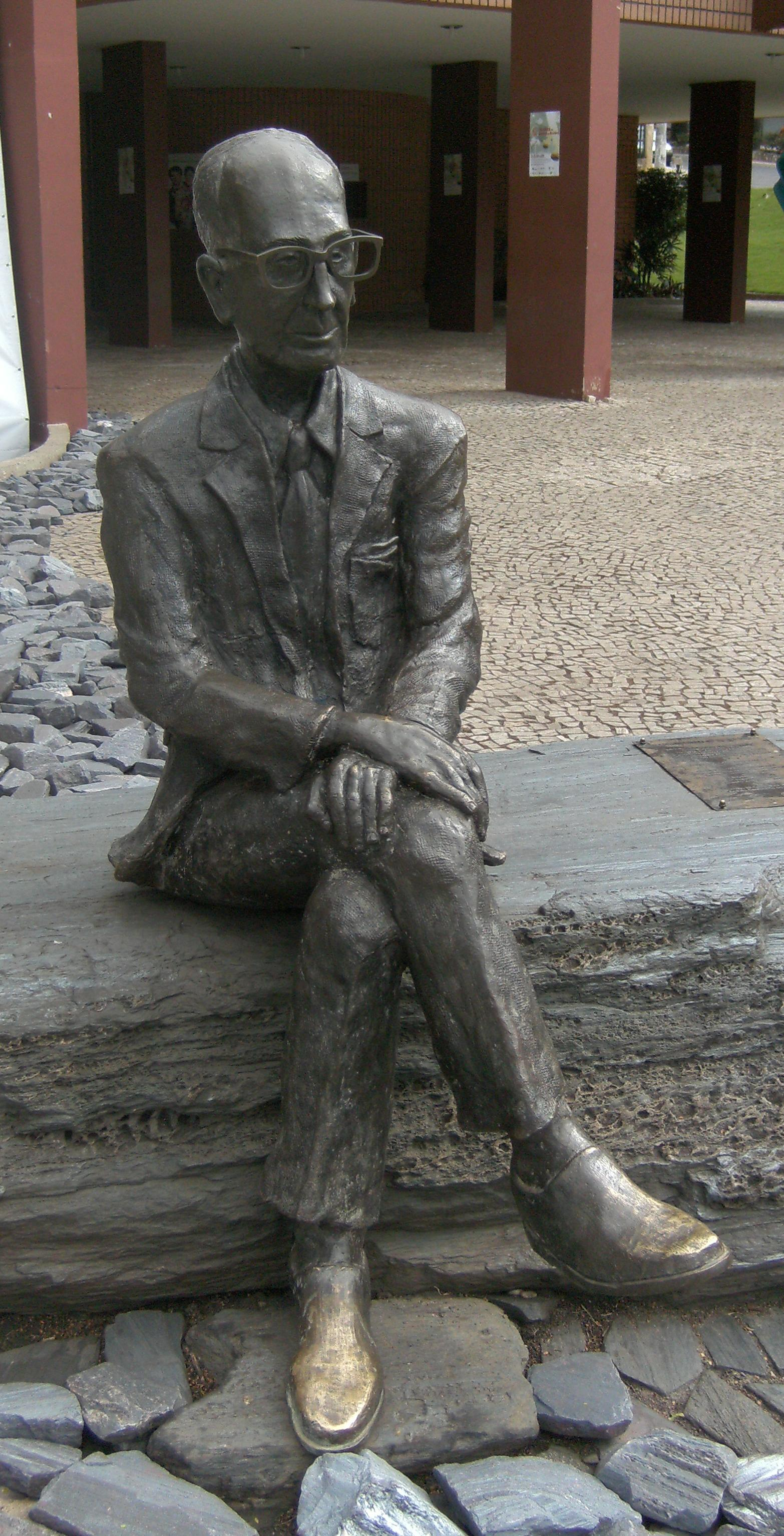
Carlos Drummond de Andrade, Bronzeskulptur vor dem Kulturzentrum Itabira

- Carlos Drummond de Andrade (1902–1987), Lyriker
- Marco Tulio Lopes Silva (* 1981), Fußballspieler
- Ana Beatriz Barros (* 1982), Model
- Cleidimar Magalhães Silva (* 1982), Fußballspieler
- Diego Oliveira Alves (* 1987), Fußballspieler